# Grand Bahama Sports Complex
Der Grand Bahama Sports Complex ist ein Stadion in der Stadt Freeport auf den Bahamas. Es wird hauptsächlich für Fußball und Leichtathletik genutzt und ist das Hauptstadion auf der Insel Grand Bahama.
Das Grand Bahama Stadium bietet in seiner normalen Konfiguration Platz für 3100 Zuschauer. Es wurde 1999 eröffnet und besitzt acht Rundbahnen.